# Aelurillus andreevae
Aelurillus andreevae är en spindelart som beskrevs av Andrei B. Nenilin 1984. Aelurillus andreevae ingår i släktet Aelurillus och familjen hoppspindlar. Inga underarter finns listade i Catalogue of Life.